# Église Saint-Saturnin de Parnac
L'église Saint-Saturnin est une église de style néo-gothique située à Parnac (Lot).

## Historique
L'église est connue depuis 1309. Elle était avant le Révolution de la collation épiscopale. Elle avait pour annexe l'église Saint-Martin de Cels.
L'église a été reconstruite au XIXe siècle, mais la présence d'une porte murée semble montrer qu'une partie de la maçonnerie est plus ancienne.
Placée sous la protection de saint Saturnin et remaniée sous Charles X, elle abrite dans son chœur un polychrome du XVIIe siècle dont le lambris est classé parmi les monuments historiques depuis 1910.
Une crue, en mars 1927, a inondé l'église.